# Вислава Шимборска
Ма̀рия Висла̀ва Анна Шимбо̀рска (на полски: Maria Wisława Anna Szymborska) е полска поетеса, есеистка и преводачка.
Поетичният ѝ стил се основава на традициите на поезията на 20 век и на хуманизма. Въпреки това тя се отделя от модните философски, артистични и културни тенденции. Стиховете ѝ са изпълнени с ирония, парадокси и шеги. През 1996 г. получава Нобелова награда за литература, а на 17 януари 2011 г. е удостоена с най-високото държавно отличие на Полша – Орденът на Белия орел.

## Биография
Родена е на 2 юли 1923 г. в град Корник, близо до Познан, в семейството на Анна Мария (с моминско име Ротермунд) и Винценти Шимборски. Има сестра – Мария Навоя. През 1924 г. семейството се мести в Торун, а от 1929 г. пребивава за постоянно в Краков. През 1936 г. баща ѝ умира.
След избухването на Втората световна война тя продължава образованието си в тайни класове, а от 1943 г. започва работа като железопътен чиновник, за да избегне депортиране за работа в Райха. По това време тя прави илюстрации за книга за първи път (учебникът „Първи стъпки в английския език“ на Ян Станиславски) и започва да пише разкази и рядко стихотворения. От 1945 г. участва в литературния живот на Краков, до 1946 г. принадлежи към литературната група „Иначе“. Според мемоарите ѝ най-голямо впечатление ѝ е направил Чеслав Милош. През същата година започва да следва полска филология в Ягелонския университет, след което се прехвърля в социология. Тя обаче не завършва образованието си поради тежкото финансово положение.
През 1957 г. Шимборска установява контакти с издаваното в Париж списание „Култура“ и Йежи Гедройч. През 1964 г. е сред подписалите фалшифициран протест на властите, осъждащ Радио „Свободна Европа“ за публикуване на писмо 34. През 1945–1966 г. тя е член на Полската обединена работническа партия (ПОРП). През 1975 г. подписва отворено писмо 59, в което водещи полски интелектуалци протестират срещу промените в конституцията, въвеждащи разпоредба за водещата роля на ПОРП и вечен съюз със СССР, а през януари 1978 г. подписва декларацията за основаване на Обществото за научни курсове.
Умира на 1 февруари 2012 г. в Краков.

## Личен живот
През 1948 г. се омъжва за Адам Влодек, поет, преводач и литературен критик, но шест години по-късно се развежда. От октомври 1967 г. тя е свързана с писателя Корнел Филипович до смъртта му през 1990 г. (те обаче никога не сключват брак, нито живеят заедно). Филипович се ползва с авторитет и се грижи за израстването на млади писатели. Двойката си организира излети с кану, прекарва ваканциите си в Папиерня и Олейница, бере гъби или лови риба по реките Дунаец, Скава и Раба, близо до Нови Сонч и Познан.

## Творчество
Литературния си дебют Шимборска прави през 1945 г. във вестник Джѐнник По̀лски с поемата „Шу̀кам сло̀ва“. През 1953–1981 г. е член на редакционната колегия на Życie Literackie, където от 1968 г. води постоянната рубрика „Допълнително четене“, която по-късно е публикувана и под формата на книга.
Според Марта Кийовска особеност на стила на Шимборска е, че не е фиксиран. Способността за промяна, при която всяко стихотворение е написано в свой собствен стил в зависимост от темата и жанра, се е превърнала в запазена марка на Шимборска. В това отношение Дьорте Лютфогт описва Шимборска като „майстор в създаването на „специална поетика“ за всяко отделно стихотворение“, въпреки че поезията ѝ запазва недвусмислен подпис въпреки разнообразието от форми. Полският литературовед Михал Гловински описва това като „характерната мелодия на Шимборска“, нейния „неподражаем поток от думи“, който не може да бъде повторен от епигоните ѝ.
На пръв поглед стиховете на Шимборска не крият дълбоки тайни. Често отправната им точка е ежедневна ситуация, в която се задават прости, свободно формулирани и на пръв поглед наивни въпроси. Дьорте Лютфогт описва езика им като „разговорния език на образованите хора“, зад който привидно очевидното съдържание често крие няколко нива на значение. Простотата се оказва трик, който умишлено иска да отвлече вниманието от артистичността на стихотворението. Хуморът и иронията също изпълняват тази функция за прикриване на дълбочината и сериозността на нейната поезия. Йежи Квятковски характеризира поезията на Шимборска така: „Тя се преструва, че писането ѝ е за ежедневни неща [...] Тя се преструва, че писането на поезия е детска игра. В крайна сметка тя крие трагичния, горчив смисъл на своята поезия. Тя се преструва, че това не я трогва толкова дълбоко.“

## Отличия и награди
- Награда за литература на град Краков (1954)
- Златен кръст за заслуги към Полша (1955)
- Награда на Полското министерство на културата (1963)
- Кавалерски кръст на Ордена на възродена Полша (1974)
- Награда „Кошчелски“ (1990)
- Награда „Гьоте“ (1991)
- Хердерова награда (1995)
- Почетен доктор на Университета „Адам Мицкевич“ в Познан (1995)[13]
- Награда „Самуел Богумил Линде“ на Торун (1996)
- Награда на Полския ПЕН клуб (1996)
- Нобелова награда за литература (1996)
- Звание Човек на годината на седмичника „Wprost“ (1996)
- Почетен гражданин на Краков (1997)[14]
- Златен медал „Gloria Artis“ (2005)[15]
- Орден на Белия орел (2011)[16]

## Основни произведения
- Dlatego żyjemy (1952)
- Pytania zadawane sobie (1954)
- Wołanie do Yeti (1957)
- Sol (1962)
- 101 wierszy (1966)
- Sto pociech (1967)
- Poezje wybrane (1967)
- Wszelki wypadek (1972)
- Wielka liczba (1976)
- Ludzie na moście (1986)
- Poezje: Poems (1989; двуезично полско-английско издание)
- Lektury nadobowiązkowe (1992)
- Koniec i początek (1993)
- Widok z ziarnkiem piasku (1996)
- Sto wierszy – sto pociech (1997)
- Chwila (2002)
- Rymowanki dla dużych dzieci (2003)

### Преводи на български
- Обмислям света. Превод от полски Блага Димитрова. София: Народна култура, 1989, 192 стр.
- Край и начало. Превод от полски Искра Ангелова. София: Литературен вестник, 1997, 80 стр.
- Обмислям света. Превод от полски Блага Димитрова. София: Свободно поетическо общество, 1998, 238 стр.
- Миг. Превод от полски Искра Ангелова. София: Университетско издателство „Св. Климент Охридски“, 2008, 43 стр.